# بولوغويي
بولوغويي (بالروسية: Бологое) هي إحدى مدن روسيا في الكيان الفدرالي الروسي تفير أوبلاست.

## معرض صور

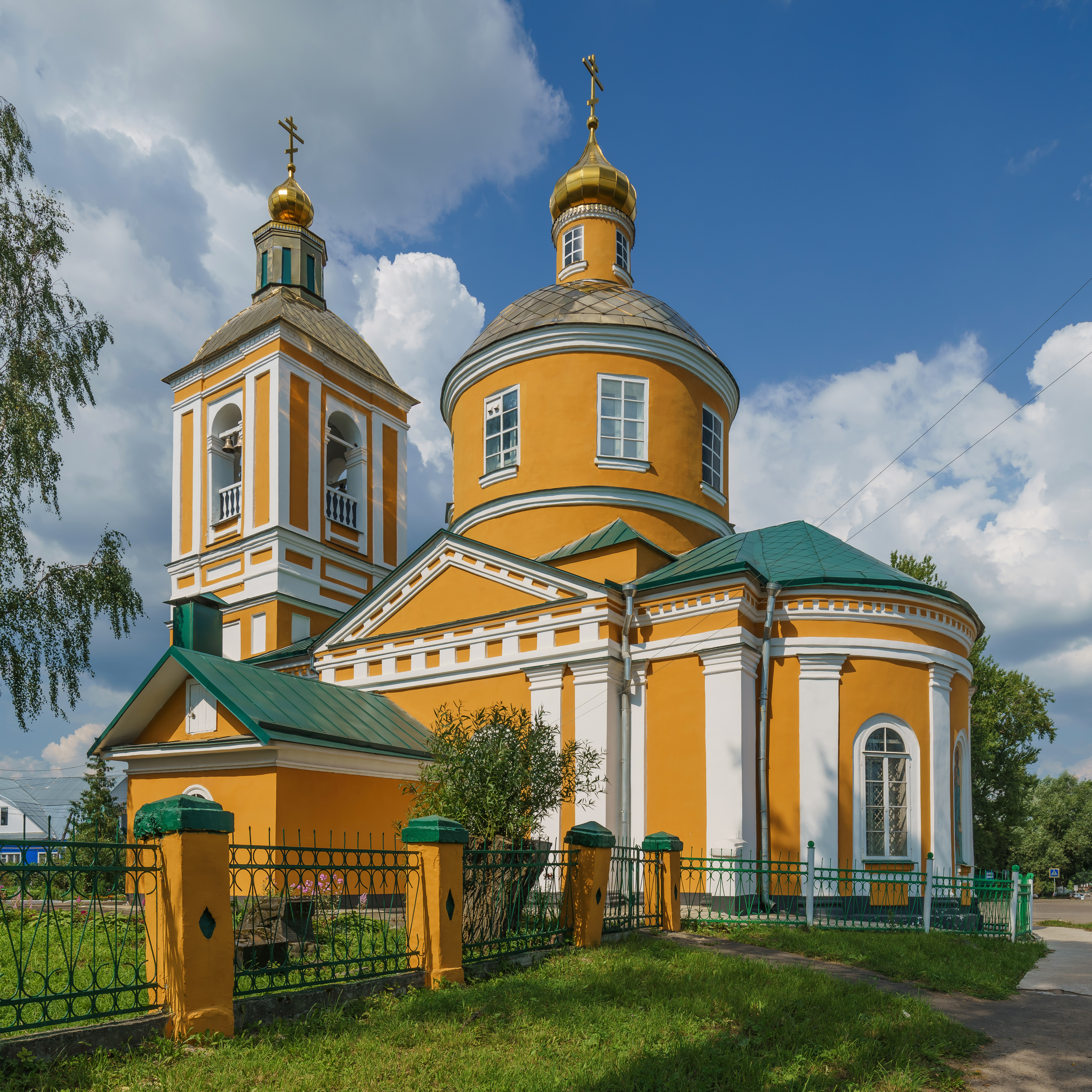
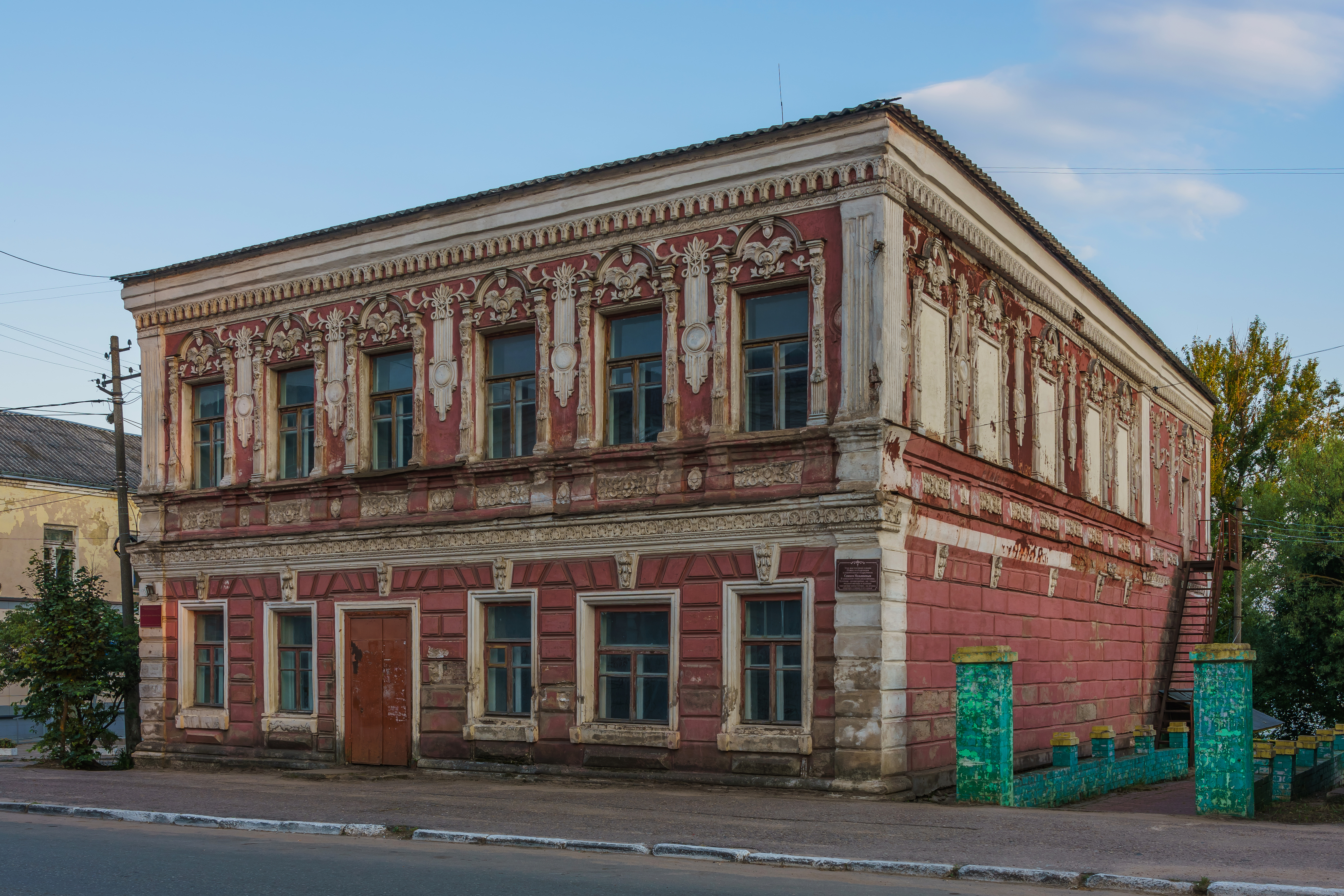
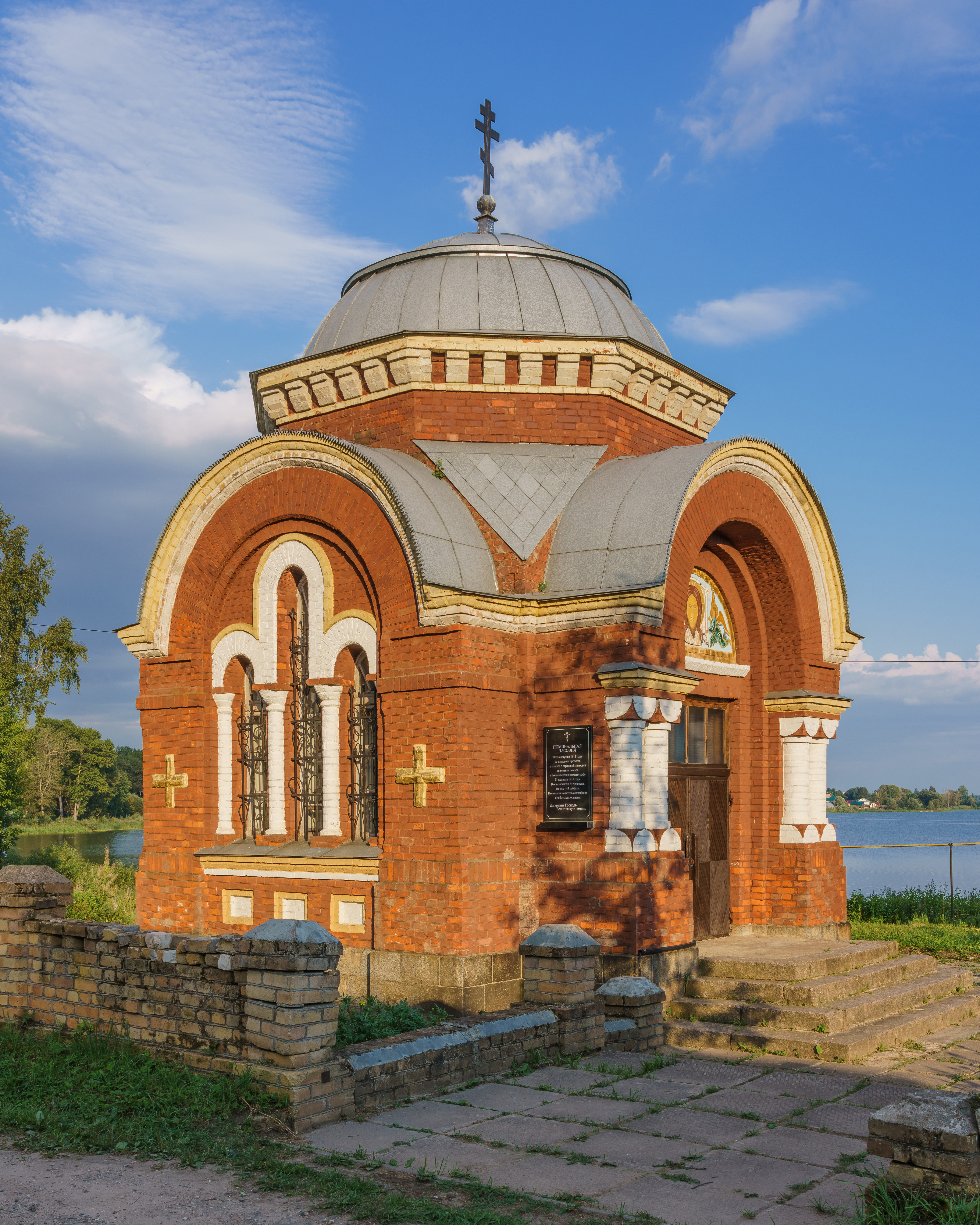
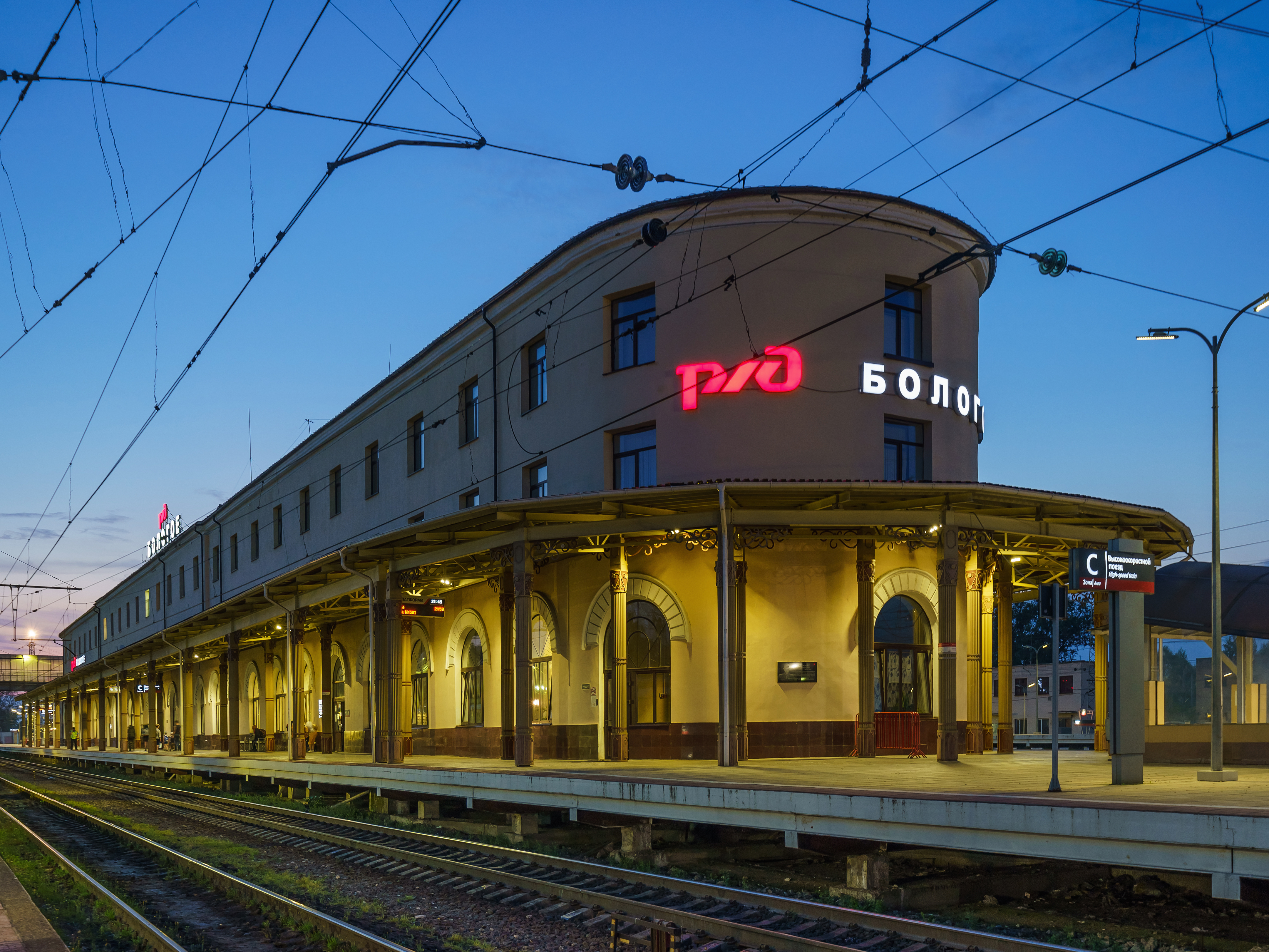